# Deutsche Waffen und Munitionsfabriken
« DWM » redirige ici. Pour les autres significations, voir DWM (homonymie).
Deutsche Waffen und Munitionsfabriken dit DWM était un fabricant d'armes et de munitions allemand, notamment du pistolet Luger P08, aussi connu sous le nom de Luger Parabellum.

## Historique
Elle fut l'arme de poing la plus importante des allemands pendant la Première Guerre mondiale.
Pendant la Seconde Guerre mondiale, elle participa au projet de fabrication (avec HEMAF) des nouvelles roquettes R4M utilisées pour abattre les bombardiers Alliés.L' Entreprise était basée à Lübeck.